# Чемпионат СССР по современному пятиборью 1954
II чемпионат СССР по современному пятиборью был проведен в Ростове-на-Дону с 8 по 12 августа 1954 года.
Главный судья — судья всесоюзной категории Е. И. Эбель.
На старт вышло 36 спортсменов, представлявших 8 команд ДСО (Добровольно-спортивные общества) и ведомства: Динамо, Вооруженные Силы, Спартак, Буревестник, Калев, Наука, Урожай, Труд. Армейские спортсмены выступали 3 командами, динамовцы 2 составами, остальные общества выставили по одной команде.
Чемпионат СССР являлся последним соревнованием в системе отбора в состав команды для участия в чемпионате мира 1954 года в Будапеште ВНР.
Международная федерация пятиборья с 1953 года официально ввела новую систему подсчета очков. Эта система применяется до настоящего времени. Если раньше победитель определялся по сумме мест, занятых спортсменом в каждом виде пятиборья, то теперь в каждом виде очки начислялись за конкретный результат. Эта система давала объективную оценку силы спортсмена.
- В конном кроссе 1000 очков давали за чистое прохождение маршрута в установленный норматив времени. За ошибки (повал или закидка) и за каждую секунду опоздания снимались штрафные очки. А за опережение графика времени очки прибавлялись.
- В фехтовании, для того чтобы набрать базовую сумму 1000 очков, надо было выиграть 75 % встреч.
- Стрельба: 1000 очков выбить 195 из 200. За каждое дополнительное очко на мишени прибавлялось или снималось 20 очка. Значит при 100 % результате (200) сумма могла составить 1100 очка.
- Плавание: дистанцию 300 метров надо проплыть за 3 мин. 54 сек. — 1000 очков. За каждую секунду начислялось или вычиталось 8 очков.
- Бег: норматив 15 мин. −1000 очков. За каждую секунду вычиталось или прибавлялось 3 очка.

## Медалисты
С 1953 года внутрисоюзные соревнования стали проводиться по новой системе подсчета очков. Однако руководство Федерации СССР почему-то приняло решение провести Чемпионат СССР по старым правилам, что внесло необъяснимую путаницу среди спортсменов и тренеров.
В итоге Игорь Новиков выиграл по очкам первое место, но по сумме мест стал серебряным призёром уступив первенство Павлу Ракитянскому.
| Дисциплина           | Золото                                                          | Серебро                        | Бронза                              |
| Личное первенство    | Павел Ракитянский Советская Армия 23/4982                       | Игорь Новиков Динамо 28/5026,5 | Константин Сальников Динамо 40/4837 |
| Командное первенство | Динамо Игорь Новиков Константин Сальников Александр Тарасов 114 | Советская Армия-1 145          | Советская Армия-2 201               |

## Верховая езда
8 августа 1954 года.
Соревнования по конному кроссу проходили в городе Новочеркасск (Ростовская область).
Спортсменам предстояло проскакать дистанцию 5 км и преодолеть 28 различных препятствий расположенных на сильно пересеченной местности.
*Результаты. Конный кросс. Личное первенство.
| Место | Спортсмен      | Республика спортивное общество   | Время  | Очки   |
| ----- | -------------- | -------------------------------- | ------ | ------ |
| 1.    | Г. Усольцев    | РСФСР · Советская Армия          | 8.30,0 | 1600   |
| 2.    | Х. Мююр        | Эстонская ССР · Динамо           | 8.53,0 | 1542,5 |
| 3.    | И. Михайлицкий | Грузинская ССР · Советская Армия | 9.03,0 | 1517,5 |

## Фехтование
9 августа 1954 года.
*Результаты. Личное первенство.
| Место | Спортсмен  | Республика спортивное общество | Победы | Очки |
| ----- | ---------- | ------------------------------ | ------ | ---- |
| 1.    | П. Поляков | Москва · Советская Армия       | 26     | 926  |
| 2.    | С. Дыс     | Москва · Динамо                | 23     | 889  |
| 3.    | И. Новиков | Армянская ССР · Динамо         | 23     | 889  |

## Стрельба
10 августа 1954 года.
В третий день спортсмены состязались в соревнованиях по стрельбе из пистолета. Задача упражнения: поразить на расстоянии 25 метров появляющуюся на 3 сек. мишень. Каждый из участников должен сделать 20 выстрелов по 5 в 4 сериях. За результат 195 начислялось 1000 очков.
*Результаты. Личное первенство.
| Место | Спортсмен      | Республика спортивное общество | Результат | Очки |
| ----- | -------------- | ------------------------------ | --------- | ---- |
| 1.    | П. Ракитянский | Москва · Советская Армия       | 188       | 860  |
| 2.    | С. Дыс         | Москва · Динамо                | 185       | 800  |
| 3.    | П. Поляков     | Москва · Советская Армия       | 184       | 780  |

## Плавание
11 августа 1954 года.
Пятиборцы состязались в четвёртом виде плавании на дистанции 300 м вольным стилем.
Соревнования по плаванию проходили в Ростове-на Дону на открытой воде в бассейне, который был расположен прямо на реке. Спортсмены приходилось преодолевать 300 метровую дистанцию в мутной речной воде.
*Результаты. Личное первенство.
| Место | Спортсмен  | Республика спортивное общество | Результат | Очки |
| ----- | ---------- | ------------------------------ | --------- | ---- |
| 1.    | В. Жданов  | Москва · Советская Армия       | 4.03,8    | 988  |
| 2.    | И. Новиков | Армянская ССР · Динамо         | 4.13,0    | 948  |
| 3.    | А. Певцов  | Грузинская ССР · Динамо        | 4.14,8    | 940  |

## Кросс
12 августа 1954 года.
*Результаты. Кросс. Личное первенство.
| Место | Спортсмен      | Республика спортивное общество   | Результат | очки |
| ----- | -------------- | -------------------------------- | --------- | ---- |
| 1.    | Н. Елисеев     | Молдавская ССР · Советская Армия | 13.33,0   | 1261 |
| 2.    | И. Ляхов       | Ленинград Советская Армия        | 13.38,0   | 1246 |
| 3.    | П. Ракитянский | Москва · Советская Армия         | 13.40,0   | 1240 |
| 4.    | И. Новиков     | Армянская ССР · Динамо           | 13.41,0   | 1237 |

## Итоговые результаты
- Личное первенство.

| Место | Спортсмен            | Спортивное общество      | время/очки     | победы/очки | результат/очки | 300 м время/очки | 4 км время/очки | Сумма мест/Сумма очков |
| ----- | -------------------- | ------------------------ | -------------- | ----------- | -------------- | ---------------- | --------------- | ---------------------- |
| 1.    | Павел Ракитянский    | Москва · Советская Армия | 11.227,0/1170  | 22/852      | 188/8640       | 4.34,9/860       | 13.40,0/1240    | 23/4982                |
| 2.    | Новиков Игорь        | Армянская ССР · Динамо   | 10.05,0/1292,5 | 23/889      | 178/660        | 4.13,05/948      | 13.41,0/1237    | 28/5026                |
| 3.    | Константин Сальников | Москва · Динамо          | 10.42,0/1200   | 21/815      | 180/700        | 4.22,1/912       | 13.50,0/1210    | 40/4837                |